# 255년

## 연호
- 위(魏) 정원(正元) 2년
- 촉(蜀) 연희(延熙) 18년
- 오(吳) 오봉(五鳳) 2년

## 기년
- 위(魏) 폐제(廢帝) 2년
- 촉(蜀) 후주(後主) 33년
- 오(吳) 폐제(廢帝) 4년
- 신라(新羅) 첨해 이사금(沾解泥師今) 9년
- 고구려(高句麗) 중천왕(中川王) 8년
- 백제(百濟) 고이왕(古爾王) 22년

## 사건
- 음력 9월, 백제가 신라를 침략해 오니, 신라는 일벌찬 익종(翊宗)이 귀곡(槐谷) 서쪽에서 맞서 싸웠으나, 백제에게 죽임을 당하였다.
- 음력 10월, 백제가 신라의 봉산성(烽山城)을 공격하였으나, 신라는 항복하지 않았다.

## 사망
조위의 권신 사마사 위나라의 장군 곽회

## 참고 문헌
- 김부식 (1145). 〈권02 첨해 이사금 條〉. 《삼국사기》.